# Machambet
Machambet (kasachisch und russisch Махамбет) ist ein Ort in Kasachstan.

## Geografie
Machambet befindet sich im Westen Kasachstans im Gebiet Atyrau etwa 60 Kilometer nördlich der Stadt Atyrau am nördlichen Ende der Kaspischen Senke. Da der Ort am rechten Ufer des Ural liegt, befindet sich Machambet im europäischen Teil Kasachstans. Die Umgebung, die sich mehrere Meter unter dem Meeresspiegel befindet, ist geprägt durch den Solonchak, einen Salzboden, der nur wenig Vegetation zulässt. Das Klima ist kontinental mit kalten Wintern und heißen Sommermonaten; die jährliche Niederschlagsmenge beträgt nur etwa 150 mm.

## Geschichte
Der Ort wurde 1928 gegründet und war Teil der 3. Militärabteilung des Ural-Kosakenheeres in Gurjew. Er trug zuerst den Namen Staniza Jamanchalinskaja (Станица Яманхалинская) und hieß später Jamanchalinka (Яманхалинка). 1963 wurde der Ort zu Ehren von Machambet Ötemissuly, einem Anführer des Widerstands gegen die russische Herrschaft im Westen des heutigen Kasachstan im 19. Jahrhundert, in Machambet umbenannt.

## Bevölkerung
Bei der Volkszählung 1999 hatte Machambet 6685 Einwohner. Die letzte Volkszählung 2009 ergab für den Ort eine Einwohnerzahl von 8012. Bei der letzten Volkszählung 2021 lebten 10.685 Menschen in Machambet. Die Fortschreibung der Bevölkerungszahl ergab zum 1. Januar 2025 eine Einwohnerzahl von 10.981.
| Einwohnerentwicklung               | Einwohnerentwicklung | Einwohnerentwicklung | Einwohnerentwicklung | Einwohnerentwicklung | Einwohnerentwicklung | Einwohnerentwicklung | Einwohnerentwicklung |
| 1939                               | 1959                 | 1970                 | 1979                 | 1989                 | 1999                 | 2009                 | 2021                 |
| ---------------------------------- | -------------------- | -------------------- | -------------------- | -------------------- | -------------------- | -------------------- | -------------------- |
| 2772                               | 2960                 | 4633                 | 5549                 | 7861                 | 6685                 | 8012                 | 10.685               |
| Anmerkung: Volkszählungsergebnisse |                      |                      |                      |                      |                      |                      |                      |

## Verkehr
Machambet ist an das kasachische Fernstraßennetz angeschlossen; durch den Ort verläuft die A28. Diese führt in nördlicher Richtung nach Oral und in südlicher Richtung gelangt man auf ihr nach Atyrau.